# Ipotesi della rarità della Terra
L'ipotesi della rarità della Terra è un'ipotesi, nel campo della planetologia e dell'astrobiologia, secondo cui l'emergere della vita pluricellulare (Metazoa) sulla Terra ha richiesto una combinazione estremamente improbabile di eventi e circostanze astrofisiche e geologiche.
Questa ipotesi è opposta al principio di mediocrità (un'estensione del principio copernicano), i cui più famosi sostenitori sono Carl Sagan e Frank Drake. Una conseguenza di tale principio sarebbe che l'universo brulicherebbe di vita, anche avanzata: la Terra sarebbe un tipico pianeta roccioso in un tipico sistema planetario, situato in una regione non speciale di una grande ma comune galassia a spirale. Il paleontologo Peter Ward e l'astronomo Donald Brownlee affermano invece il contrario: i pianeti, i sistemi planetari e le regioni galattiche adatte alla vita complessa, allo stesso modo della Terra, del sistema solare e della nostra regione della Via Lattea sono estremamente rare.
Se la vita complessa può evolvere solo su un pianeta di tipo terrestre, allora l'ipotesi della rarità della Terra risolve il paradosso di Fermi che afferma: «Se le forme di vita extraterrestri sono comuni, perché non si trovano?». Il paradosso viene risolto affermando che le forme di vita extraterrestri non sono comuni, ma rare.

## Rarità della vita complessa
Secondo questa ipotesi la comparsa di forme di vita complesse richiederebbe una serie di circostanze fortuite. Tra queste:
- una regione galattica abitabile
- una stella centrale e un sistema planetario che soddisfino certe caratteristiche
- una regione circumstellare abitabile
- la dimensione del pianeta
- il vantaggio di un grande satellite
- le condizioni necessarie affinché il pianeta possieda una magnetosfera e una tettonica a placche
- una chimica appropriata della litosfera, dell'atmosfera e degli oceani
- eventi come glaciazioni globali
- rarità di impatti di meteoriti o altri corpi
- altri eventi ancora misteriosi come l'esplosione cambriana di phyla animali

La comparsa di forme di vita intelligenti richiederebbe ulteriori eventi rari.
Ward e Browlee affermano che un pianeta roccioso può supportare la vita complessa se molte variabili cadono in un ristretto intervallo di valori. L'universo è vasto a sufficienza per contenere molti pianeti di tipo terrestre; ma se pure questi pianeti esistono, essi sono probabilmente separati da diverse migliaia di anni luce, distanze tali da rendere difficoltose ma non impossibili le comunicazioni tra eventuali esseri intelligenti che si evolvano su questi pianeti. Proprio il fatto che questa possibilità sia non solo reale ma ragionevolmente con probabilità vicina alla certezza costituisce la conclusione del celebre paradosso di Fermi (esplicitato dalla sua frase: se l'universo brulica di alieni, dove sono tutti quanti?), ed è un indizio a favore della rarità della Terra. Infatti sulla linea suggerita dal paradosso un'ipotetica civiltà evoluta potrebbe colonizzare l'intera galassia in non più di un milione di anni.

### Regione galattica abitabile

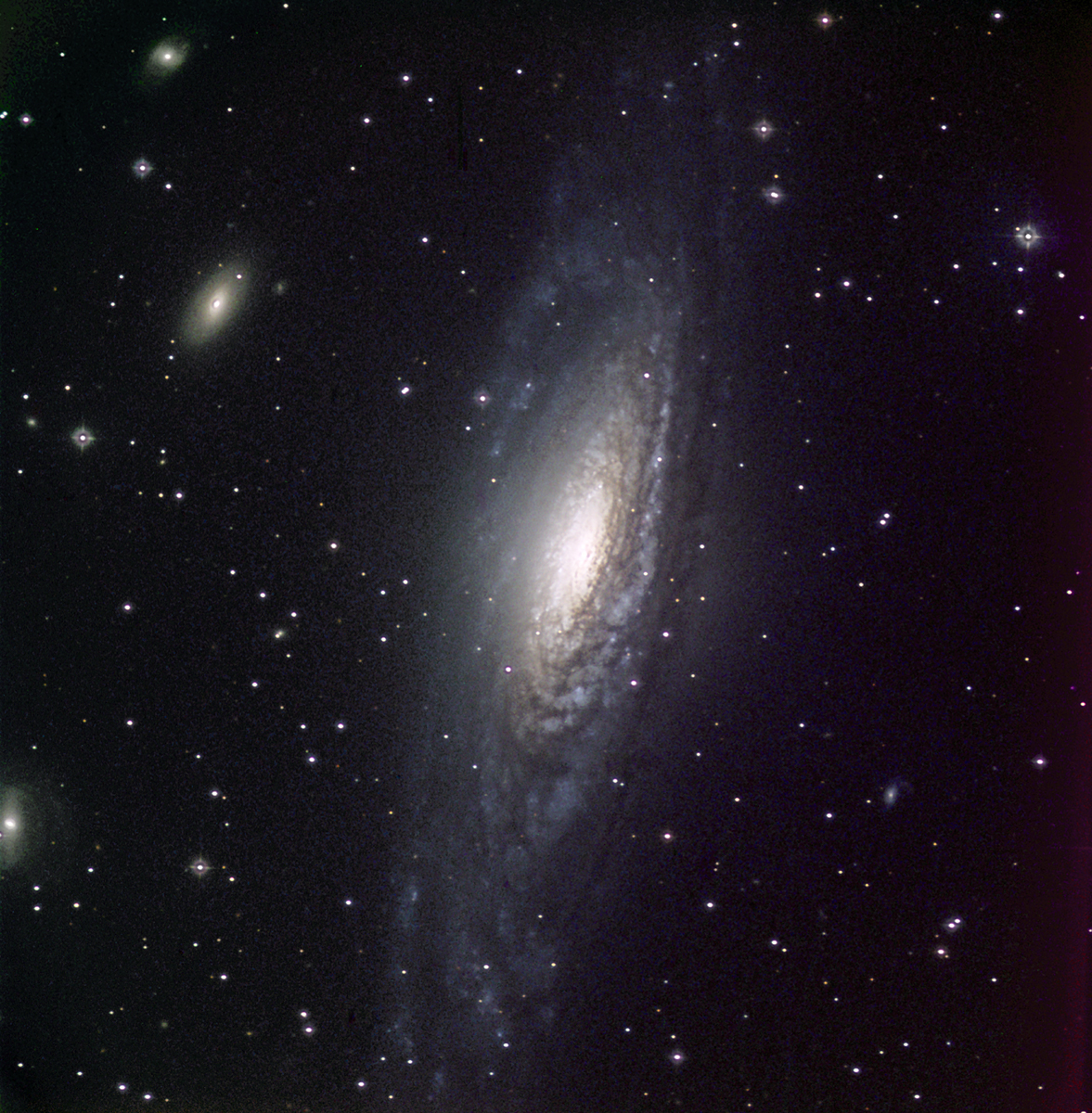
Un pianeta non sarebbe in grado di sostenere la vita in una regione priva di metalli o vicina al centro della galassia dove sono presenti elevati livelli di radiazioni (la galassia in figura è NGC 7331, spesso considerata la "gemella" della Via Lattea.)

La maggior parte dell'universo conosciuto, tra cui estese regioni della nostra galassia, non può sostenere la vita complessa. Ward e Brownlee chiamano queste regioni "zone morte". La regione della galassia dove è possibile lo sviluppo di vita complessa è chiamata zona galattica abitabile. Questa zona è in funzione principalmente della distanza dal centro galattico. Man mano infatti che la distanza aumenta si modificano i seguenti fattori:
1. La metallicità delle stelle diminuisce, e i metalli (che in astronomia vengono considerati praticamente tutti gli elementi diversi dall'idrogeno e l'elio) sono necessari per la formazione dei pianeti terrestri.
2. Le radiazioni di raggi X e di raggi gamma generate dal buco nero presente nel centro galattico e dalle stelle di neutroni diminuiscono di intensità. Questo tipo di radiazioni è considerato pericoloso per le forme di vita complesse, quindi l'ipotesi della rarità della Terra prevede che l'universo primordiale e le regioni della galassia dove la densità stellare è elevata e le supernove sono comuni non siano adatte allo sviluppo di vita complessa.[6]
3. La perturbazione gravitazionale dei pianeti da parte delle stelle vicine diventa meno intensa man mano che diminuisce la densità stellare. Quindi, maggiore è la distanza di un pianeta dal centro galattico e minore è la probabilità che esso venga colpito da un corpo celeste. Un impatto sufficientemente grande può provocare l'estinzione di tutte le forme di vita complesse presenti su un pianeta.

Il primo fattore esclude le zone esterne di una galassia, mentre il secondo e il terzo escludono le regioni galattiche interne, gli ammassi globulari e i bracci della spirale, regioni in cui ha luogo un'intensa formazione di stelle. Spostandosi dal centro di una galassia fino alla sua periferia la capacità di sostenere la vita complessa aumenta e poi decresce, quindi la zona galattica abitabile ha la forma di un anello che si trova tra il centro e le estremità.
Mentre un sistema planetario può essere una zona favorevole per lo sviluppo della vita complessa, l'evoluzione di quest'ultima richiede che il sistema mantenga per un determinato periodo una data posizione. Ad esempio, una stella centrale con un'orbita galattica che la porta fuori dalle regioni con elevati valori di radioattività come il centro galattico potrebbe essere una candidata. Se l'orbita è eccentrica, allora intersecherà alcuni bracci della spirale, ma se invece è un'orbita perfettamente circolare e la velocità uguaglia la velocità di rotazione dei bracci, allora la stella entrerà in queste regioni solo gradualmente oppure non le intersecherà mai. Per questi motivi gli autori della teoria concludono che una stella che sostiene la vita deve possedere un'orbita galattica quasi circolare attorno al centro della galassia. La sincronizzazione richiesta della velocità orbitale con la velocità dei bracci può avvenire solo all'interno di uno stretto intervallo di distanza dal centro galattico. Lineweaver ed alcuni colleghi calcolano che questa zona abitabile è un anello con diametro variabile da 7 a 9 KiloParsec che include solo il 10% delle stelle totali della Via Lattea. In base alle stime conservative del numero totale di stelle della galassia, la regione abitabile conterrebbe dai 20 ai 40 miliardi di stelle. Gonzalez ed altri hanno proposto di dimezzare questi valori, stimando che al più il 5% delle stelle della Via Lattea si trovano nella regione abitabile.
L'orbita galattica del Sole è infatti quasi perfettamente circolare attorno al centro della Via Lattea con un periodo di 226 milioni di anni, molto vicino al periodo di rotazione della galassia. Tuttavia Masters calcola che l'orbita del Sole intersechi un braccio della spirale approssimativamente ogni 100 milioni di anni. Al contrario, l'ipotesi della rarità della Terra prevede che il Sole non abbia attraversato mai alcun braccio.

### Una stella centrale con le giuste caratteristiche
Gli esobiologi ritengono in generale che la stella centrale di un pianeta che ospita la vita debba essere di dimensioni appropriate. Le stelle più grandi emettono molte radiazioni ultraviolette, che impediscono lo sviluppo di vita (a parte microorganismi sotterranei). Queste stelle hanno un'esistenza di milioni e non miliardi di anni, terminata la quale esplodono come supernove. I resti di questa esplosione sono costituiti da stelle di neutroni o buchi neri che emettono intense quantità di raggi X e raggi gamma. Per questi motivi i pianeti che orbitano attorno a stelle di grandi dimensioni, calde o stelle binarie che termineranno il loro ciclo come supernove hanno un'esistenza troppo breve per permettere l'evoluzione della vita.
L'esempio del pianeta Terra suggerisce che la vita complessa richiede acqua allo stato liquido, quindi i pianeti adatti alla vita devono orbitare ad una distanza appropriata. Questo concetto è alla base della definizione di zona abitabile o principio di Goldilocks (da cui proviene il termine Pianeta Goldilocks), che possiede la forma di un anello attorno alla stella centrale. Se un pianeta orbita ad una distanza troppo ridotta o troppo elevata, la temperatura superficiale è incompatibile con lo stato liquido dell'acqua (anche se potrebbe essere presente acqua liquida sottosuperficiale, come viene ipotizzato per Europa). Kasting et al (1993) stimano che la zona abitabile per il sistema solare si estenda da 0,95 UA fino a 1,15 UA di distanza dal Sole.
La zona abitabile varia a seconda del tipo e dell'età della stella centrale: nel caso di una stella appartenente alla sequenza principale, la zona si sposta molto lentamente nel tempo fino a quando la stella diventa una nana bianca. Da questo momento in poi la zona abitabile scompare. Inoltre la zona abitabile è strettamente correlata con l'effetto serra creato dall'anidride carbonica atmosferica (CO2).
Si presume che una stella debba avere dei pianeti rocciosi nella sua zona abitabile. Nonostante la regione sia più ampia nel caso di stelle più calde, come Sirio o Vega, si presentano due problemi:
1. i pianeti si formano a distanza troppo ravvicinata per trovarsi in questa regione abitabile. Anche se questo non impedisce la formazione della vita in eventuali satelliti naturali di giganti gassosi, le emissioni ultraviolette ionizzerebbero qualunque atmosfera planetaria.
2. le stelle calde, come detto sopra, hanno un periodo di esistenza minore e possono diventare giganti rosse in un miliardo di anni. Questo periodo, breve da un punto di vista astronomico, non è ritenuto sufficiente per l'evoluzione di vita in forme avanzate.

Queste considerazioni portano ad escludere le stelle massicce dai tipi F6 al tipo O (vedere la classificazione stellare).
Le piccole nane rosse, d'altra parte, hanno regioni abitabili con un raggio ridotto. Questa vicinanza costringe un pianeta a rivolgere un lato sempre verso la stella, mentre l'altro lato rimane permanentemente in ombra. In altre parole il pianeta è in rotazione sincrona, una circostanza che causa il surriscaldamento di un lato del pianeta lasciando l'altro molto freddo. I pianeti all'interno di una regione abitabile con breve distanza dalla stella corrono anche i rischi di brillamento che ionizzano l'atmosfera ed ostacolano le forme complesse di vita. I sostenitori della teoria della rarità della Terra sostengono che questo tipo di stelle deve essere escluso dall'elenco di quelle che possono sostenere la vita, ma alcuni esobiologi controbattono affermando che è possibile lo sviluppo di vita in alcune circostanze. Questo contrasto di opinioni è fondamentale per l'ipotesi, poiché le stelle di tipo K e M costituiscono il 90% di tutte le stelle.
I sostenitori della teoria ipotizzano che le stelle che permettono lo sviluppo della vita variano dal tipo F7 al tipo K1. Queste stelle non sono comuni: le stelle di tipo G come il Sole, che sono comprese tra le più calde stelle F e le più fredde stelle K costituiscono solo il 5% delle stelle nella Via Lattea.

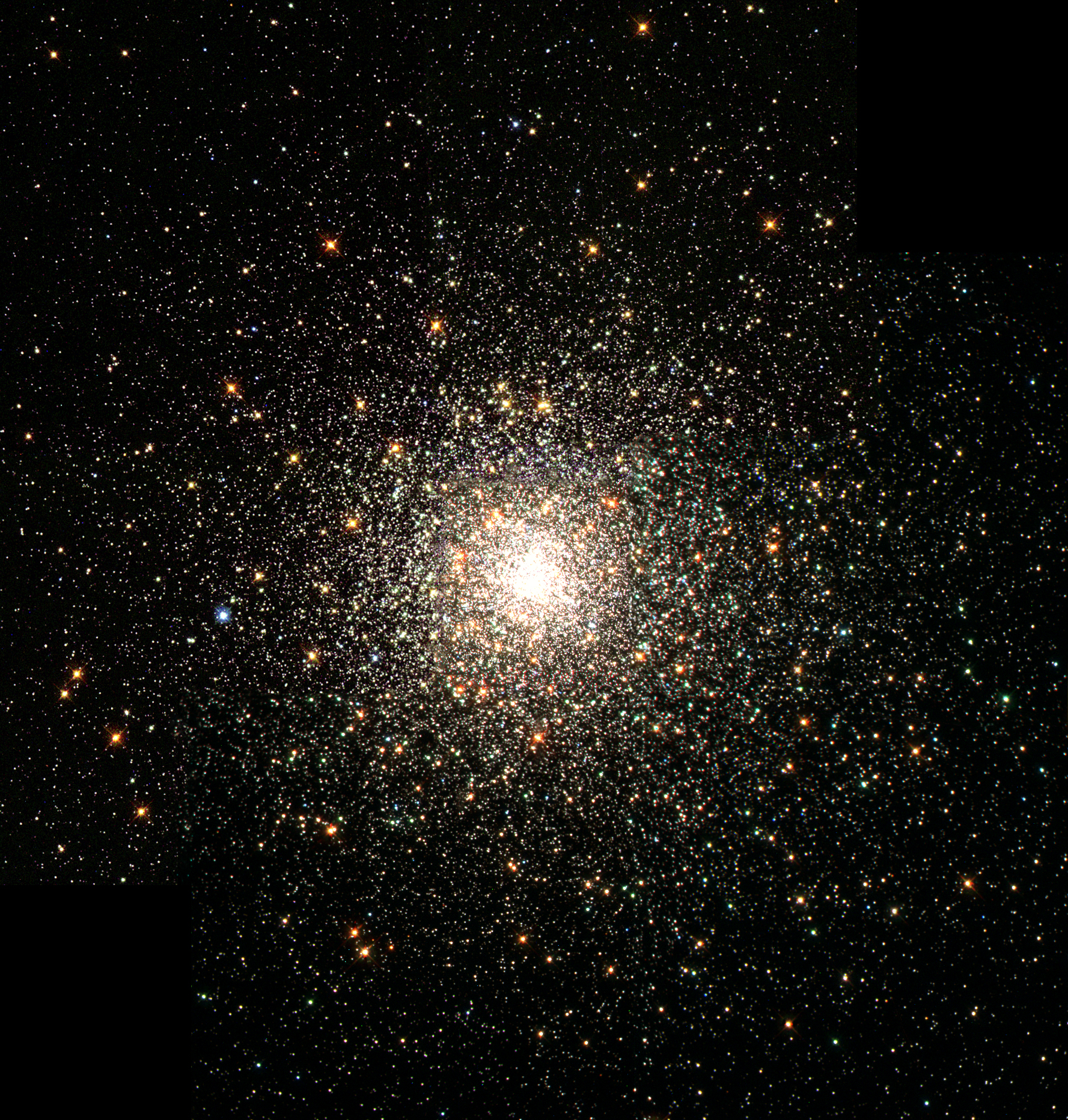
Gli ammassi globulari difficilmente potrebbero sostenere la vita

Le stelle più antiche, come le giganti rosse e le nane bianche, non sarebbero adatte alla vita. Le giganti rosse sono comuni negli ammassi globulari e nelle galassie ellittiche. Le nane bianche sono per la maggior parte stelle morenti che hanno superato la loro fase di gigante rossa. Quando una stella entra nella fase di gigante rossa può aumentare notevolmente il proprio raggio; un pianeta situato precedentemente nella zona abitabile potrebbe quindi finire surriscaldato quando la sua stella entra nella fase di gigante rossa (anche se altre zone potrebbero diventare abitabili).
L'emissione di energia da parte di una stella durante la sua esistenza dovrebbe essere costante; le stelle variabili come le variabili Cefeidi non sono quindi adatte alla vita. Se l'energia di una stella decresce improvvisamente, anche per un periodo relativamente breve, l'acqua di un pianeta potrebbe congelare. Nel caso opposto, se l'energia aumenta l'acqua contenuta negli oceani potrebbe invece evaporare, creando un effetto serra che impedirebbe la riformazione degli oceani.
La vita richiede una chimica complessa, che a sua volta necessità di metallicità, ovvero elementi più pesanti dell'idrogeno e dell'elio. Per questo motivo un sistema planetario che possa sostenere la vita deve avere una stella ricca di metalli. Il solo meccanismo conosciuto per la creazione e la dispersione di metalli è l'esplosione di una supernova. La presenza di metalli nelle stelle può essere identificata per mezzo delle loro righe di assorbimento, e gli studi compiuti hanno rivelato che molte stelle hanno pochi metalli. La bassa metallicità ha caratterizzato l'universo quando era giovane, gli ammassi globulari, le altre stelle che si sono formate in quell'epoca e le stelle nella maggior parte delle galassie escludendo le grandi galassie a spirale. Le stelle ricche di metalli dovrebbero quindi essere comuni nelle tranquille periferie delle grandi galassie a spirale, che sono regioni abitabili anche perché hanno bassi livelli di radiazioni.
Se una stella ha bassa metallicità allora il sistema planetario associato sarà anch'esso povero di questi elementi. Per avere pianeti rocciosi come la Terra, la stella centrale deve essersi condensata a partire da una nebulosa ricca di metalli. Altrimenti si possono formare solo dei giganti gassosi.

### Sistema planetario
Una nube di gas in grado di creare una stella potrebbe anche favorire la formazione di giganti gassosi (chiamati anche pianeti gioviani) come Giove o Saturno. Questi pianeti non possiedono una superficie solida necessaria per sostenere la vita (anche se i satelliti possono invece possederla). Quindi un sistema planetario adatto alla vita dovrebbe essere come quello Solare, con pianeti rocciosi interni e gassosi all'esterno oppure pianeti gassosi con satelliti rocciosi.

#### Impatti
Alcuni sistemi planetari, specialmente nelle loro regioni esterne, possiedono moltissime comete e asteroidi che a volte colpiscono i pianeti. Alcune collisioni sono spesso altamente distruttive per le forme di vita complesse, quindi questi impatti devono essere rari durante i miliardi di anni richiesti dall'evoluzione delle forme di vita. La frequenza degli impatti sui pianeti interni potrebbe essere ridotta se esistono pianeti senza vita ad una giusta distanza dalla stella centrale e con massa sufficiente da attrarre le comete e gli asteroidi o perturbare la loro orbita in modo da scagliarla fuori dal sistema planetario.

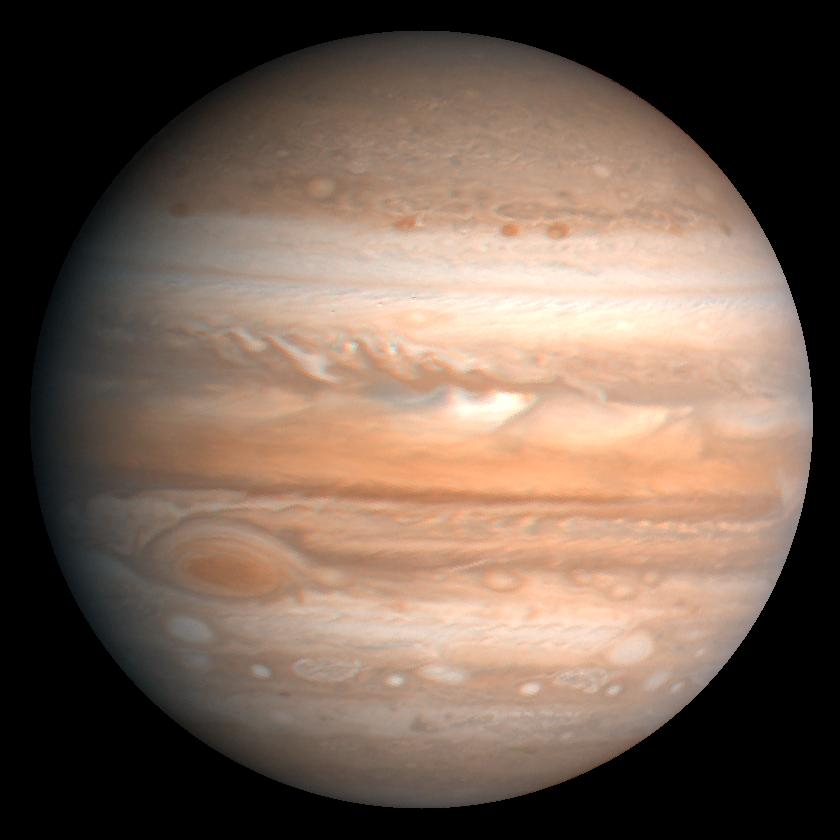
Un gigante gassoso può aiutare a sostenere la vita mantenendo gli asteroidi lontani dai pianeti che ospitano la vita, tuttavia i cosiddetti “pianeti gioviani caldi” (pianeti extrasolari che si trovano molto vicini alla loro stella) possono avere degli effetti negativi

Grazie al suo campo gravitazionale, un gigante gassoso espelle i detriti derivanti dalla formazione planetaria in una fascia simile alla fascia di Kuiper o alla Nube di Oort presenti nel sistema solare. In questo modo evita ai pianeti interni rocciosi bombardamenti di asteroidi. Le simulazioni recenti suggeriscono che tuttavia la situazione potrebbe non essere così semplice, perché i giganti gassosi potrebbero anche contribuire ai bombardamenti.

#### Perturbazione dell'orbita
Un gigante gassoso non deve essere troppo vicino al corpo celeste che ospita la vita, a meno che questo corpo sia un suo satellite. Infatti le perturbazioni gravitazionali potrebbero influenzare le orbite dei corpi nelle vicinanze.
Le dinamiche possono produrre delle orbite caotiche, specialmente in sistemi dove sono presenti pianeti grandi posti su orbite molto eccentriche.
La necessità di orbite stabili esclude quindi i sistemi planetari simili a quelli che sono stati scoperti negli ultimi anni. Si pensa che i pianeti gioviani caldi si siano formati ad una distanza maggiore rispetto a quella attualmente occupata, e sono migrati nel tempo verso orbite più interne. In questo processo essi avrebbero catastroficamente disturbato le orbite di qualunque pianeta presente nella regione abitabile.
Un sistema planetario adatto alla vita dovrebbe inoltre includere almeno un pianeta grande, ma i sistemi con troppi pianeti gioviani, o con un singolo pianeta gioviano eccessivamente massiccio tendono ad essere instabili, e i pianeti terrestri più piccoli rischiano di essere espulsi dal sistema oppure precipitare verso la stella centrale.

### Dimensione del pianeta
Un pianeta troppo piccolo non può conservare l'atmosfera a lungo e la sua superficie tende a diventare estremamente calda o fredda. L'acqua può congelare, evaporare o scomporsi sotto l'azione della radiazione ultravioletta. In tutti questi casi l'esistenza di oceani è impossibile. Un tale pianeta inoltre tenderebbe ad avere una superficie accidentata con grandi montagne e profondi canyon. Il nucleo planetario si raffredderebbe in fretta e la tettonica a placche potrebbe non agire a lungo o non esistere affatto.
Se la dimensione è tale da possedere un campo gravitazionale superiore a quello terrestre, attirerà molti più corpi celesti minori verso di sé. Inoltre un forte campo gravitazionale renderebbe difficile la formazione di continenti e montagne. Al limite potrebbe essere completamente coperto da un unico oceano.

### Grande satellite
La Luna è un satellite naturale non comune, perché:
- gli altri pianeti rocciosi del sistema solare non hanno satelliti (Mercurio e Venere) o hanno piccoli corpi come asteroidi catturati (Marte);
- in rapporto al pianeta attorno al quale orbita (la Terra) è il satellite più grande nel sistema solare, ad eccezione di Caronte, che tuttavia non è più classificato come satellite di Plutone.

La cosiddetta Teoria dell'impatto gigante ipotizza che la Luna si sia formata dall'impatto di un corpo celeste delle dimensioni di Marte con la Terra quando questa era molto giovane. Questo impatto avrebbe fornito alla Terra l'inclinazione del suo asse di rotazione e una certa velocità di rotazione. La rotazione ha ridotto le variazioni termiche durante il giorno e ha permesso la fotosintesi. L'ipotesi della rarità della Terra inoltre prevede che l'inclinazione dell'asse non dovrebbe essere troppo grande o piccola (in relazione al piano orbitale). Un pianeta con una grande inclinazione avrà delle variazioni stagionali molto intense, mentre un'inclinazione troppo piccola o nulla non fornirebbe lo stimolo della variazione climatica all'evoluzione della vita. Un grande satellite come la Luna può anche fungere da giroscopio, stabilizzando l'inclinazione orbitale. Senza questo effetto l'inclinazione potrebbe essere caotica, ostacolando la formazione della vita.
Senza la Luna, le maree sarebbero causate solo dall'attrazione gravitazionale del Sole, e sarebbero molto modeste. Un grande satellite crea quindi le maree e con esse le pozze di marea che sarebbero state essenziali per la formazione della vita.
Tra gli altri effetti, le forze di marea incrementano i fenomeni di tettonica a placche nella crosta del pianeta. L'impatto che ha formato la Luna avrebbe anche potuto iniziare la tettonica a placche, senza la quale la crosta continentale avrebbe coperto l'intero pianeta, e non sarebbe esistita la crosta oceanica. È possibile che i movimenti globali di convezione del mantello necessari per questo fenomeno non siano stati possibili in assenza di disomogeneità. Tuttavia la tettonica a placche è stata presente su Marte nel passato, anche se il pianeta non possiede questi meccanismi per attivarla.
Se un impatto gigante è il solo modo per un pianeta roccioso di acquisire un grande satellite, allora qualunque pianeta nella zona abitabile circumstellare deve formarsi come pianeta doppio per disporre di un corpo sufficientemente grande per provocare un impatto e creare un grande satellite. Un tale impatto non è necessariamente improbabile: Edward Belbruno e John Richard Gott III dell'Università di Princeton suggeriscono che un corpo adatto per una tale impatto si potrebbe formare nei punti di Lagrange L4 e L5 del pianeta.

### Campo magnetico
Una magnetosfera protegge la biosfera dal vento solare e i raggi cosmici che sono dannosi alla vita. La magnetosfera viene creata da un nucleo planetario conduttivo e massiccio costituito di ferro solido e liquido che agisce come una dinamo. Il ferro si trova in forma liquida a causa del calore fornito dal decadimento di elementi radioattivi. Se la vita complessa può esistere solo nella superficie di un pianeta circondato da una magnetosfera, allora essa richiede che il pianeta contenga nel suo interno degli elementi radioattivi, con tempo di dimezzamento sufficientemente lungo da sostenere la magnetosfera durante tutto il periodo di tempo necessario per l'evoluzione della vita.

### Tettonica a placche

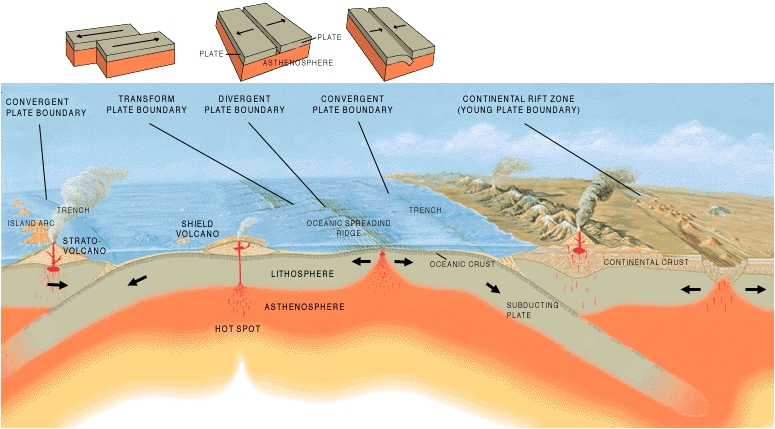
La tettonica a placche e la subduzione sono considerati fenomeni essenziali per lo sviluppo della biodiversità su un pianeta

La vita su un pianeta roccioso necessita di una tettonica a placche della crosta, ovvero la litosfera deve essere costituita da enormi placche che vengono create continuamente lungo i loro margini dalla materia fluida contenuta nel mantello interno attraverso celle convettive. I margini, dette zone di subduzione, sono i luoghi dove le placche sono riassorbite all'interno del pianeta.
Questi fenomeni non possono avvenire se non sono supportati dalla composizione chimica del pianeta. Infatti l'unica sorgente di calore è il decadimento radioattivo che avviene nelle profondità. I continenti devono anche essere costituiti da rocce granitiche meno dense che "galleggiano" sulla roccia basaltica più densa. Taylor ha sottolineato che le zone di subduzione richiedono l'azione lubrificante dell'acqua. Sulla Terra tali zone esistono solo sul fondo degli oceani.
Le placche tettoniche aiutano l'evoluzione di forme di vita complessa per i seguenti motivi:
1. creano la magnetosfera
2. creano e alterano le terre asciutte tramite la differenziazione magmatica
3. regolano la temperatura dell'atmosfera

Conducendo il calore dall'interno verso la superficie, la tettonica a placche creata dalla convezione assicura ad un pianeta con un nucleo di ferro liquido che esso continui a muoversi, generando tramite l'effetto dinamo una magnetosfera.
Se l'atmosfera contiene gas serra in quantità eccessivamente basse o elevate, il pianeta può scivolare in un'era glaciale oppure i suoi oceani possono evaporare. Uno dei principali gas serra presenti sulla Terra è l'anidride carbonica CO2. Sembra che la tettonica a placche giochi un ruolo importante in un meccanismo complesso che stabilizza la temperatura terrestre. L'anidride carbonica nell'atmosfera si combina con l'acqua piovana per formare acido carbonico diluito. Questo interagisce con le rocce superficiali per formare carbonato di calcio CaCO3 che infine si deposita sul fondo degli oceani e viene trasportato all'interno della Terra nelle zone di subduzione. In questo modo l'anidride carbonica viene rimossa dall'atmosfera, e all'interno del pianeta le temperature e le pressioni che sono presenti nel mantello la trasformano in CO2 e CaO. L'anidride carbonica sotterranea viene infine restituita all'atmosfera attraverso i vulcani.
Esiste in questo processo un meccanismo di feedback che reagisce ad un aumento di anidride carbonica. Questo aumento infatti comporta una maggiore quantità di piogge e un maggior tasso di anidride carbonica che viene rimossa dall'atmosfera. Quando essa diminuisce nell'atmosfera, anche la quantità che viene rimossa decresce. La tettonica a placche quindi regolerebbe il contenuto di anidride carbonica nell'atmosfera, a fronte di un aumento stimato dell'energia emessa dal Sole del 25% da quando la terra era giovane. Senza questo effetto di riciclaggio del carbonio nell'atmosfera, la biosfera non avrebbe forse avuto una durata superiore a qualche milione di anni. Le ere glaciali interferiscono con questo meccanismo di feedback, bloccando le piogge.

### Chimica dell'atmosfera
La biochimica atmosferica richiede grandi quantità di anidride carbonica e composti carbonati, ma l'anidride comporterebbe un effetto serra eccessivo. L'ossigeno atmosferico è necessario per sostenere il metabolismo degli animali terrestri e quindi della vita intelligente. Quindi è necessario che si sia evoluta la fotosintesi per trasformare il tipo di atmosfera da riducente ad ossidante.
Le stelle centrali emettono inevitabilmente radiazioni ultraviolette. Gli ultravioletti con lunghezza d'onda che varia da 260 a 290 nm sono assorbiti in modo efficiente dagli acidi nucleici e dalle proteine, e sono letali per ogni forma di vita terrestre. Fortunatamente lo strato di ozono atmosferico assorbe le radiazioni UV alle lunghezza d'onda comprese tra 200 e 300 nm. L'ossigeno è l'elemento costituente dell'ozono ed è apparso per la prima volta quando le radiazioni UV tra 100 e 200 nm scomposero le molecole d'acqua nei loro elementi atomici. Quando fu presente uno strato di ozono per permettere ai microorganismi fotosintetici di evolvere sulla superficie del pianeta, il contenuto di ossigeno nell'atmosfera ha continuato ad aumentare attraverso la fotosintesi, e si pensa che abbia raggiunto i livelli attuali durante l'era cambriana. La cosiddetta esplosione cambriana potrebbe aver richiesto necessariamente un'atmosfera ricca di ossigeno.
Anche se la temperatura di un pianeta permette la presenza di acqua allo stato liquido non è detto che essa debba essere realmente presente. I pianeti interni del sistema solare si sono formati con pochissima acqua. Sulla Terra gran parte dell'acqua deriverebbe da impatti di asteroidi ghiacciati durante la fase primordiale di bombardamenti subita dal pianeta circa 4,5 miliardi di anni fa. Gli oceani hanno un ruolo fondamentale nel moderare le oscillazioni stagionali della temperatura: l'elevato calore specifico dell'acqua permette agli oceani di riscaldarsi lentamente durante l'estate e rilasciare questo calore durante l'inverno successivo. Una quantità troppo elevata di acqua, d'altro lato, avrebbe ridotto la terra asciutta disponibile e quindi non sarebbe stata possibile l'esistenza di un meccanismo di regolazione dell'anidride carbonica atmosferica.

### Glaciazioni globali
L'evoluzione della vita ha incontrato due importanti ed improvvisi balzi:
1. la comparsa degli eucarioti unicellulari caratterizzati dagli organuli come il nucleo cellulare e i mitocondri
2. la comparsa della vita pluricellulare con tessuti biologici e organi specializzati, in particolare animali con gusci e scheletri a base di calcio

Il primo fossile appartenente ad una forma di vita pluricellulare è il biota Ediacarano, risalente a 580 milioni di anni fa. Quindi trascorsero 2 miliardi di anni tra il primo evento e il secondo. Nel frattempo, furono necessari solo circa 400 milioni di anni per l'evoluzione dei primi animali pluricellulari nei dinosauri.
Curiosamente, le due transizioni evoluzionistiche giunsero dopo degli estesi periodi di glaciazione, tali da ritenere che tutto il pianeta fosse ricoperto di ghiaccio (o forse escludendo una ristretta fascia di latitudini attorno all'equatore). Il ghiaccio avrebbe aumentato il coefficiente di albedo del pianeta, in maniera tale da abbassare la temperatura media globale fino a circa -50 °C. Lo spesso strato di ghiaccio impedì le interazione tra gli oceani e l'atmosfera. Questa situazione viene indicata con il termine Terra a palla di neve.
Durante queste glaciazioni globali l'espansione della vita si ritirò probabilmente in una stretta fascia geografica attorno all'equatore e nelle zone riscaldate dall'attività tettonica come le sorgenti idrotermali sul fondo degli oceani e i vulcani. Fortunatamente le glaciazioni non interferirono con la tettonica a placche e neppure con il vulcanismo. La situazione terminò a causa di un ipotetico aumento di gas serra emessi dai vulcani, con conseguente aumento di temperatura.
Il primo episodio di questo fenomeno, la glaciazione uroniana, avvenne circa 2,4 miliardi di anni fa, tra il periodo Sideraiano e il periodo Rhyaciano nell'era Paleoproterozoica, subito dopo l'apparizione dei primi organismi unicellulari (eucarioti) conosciuti. Il secondo episodio, il periodo Cryogeniano avvenne nell'Era Neoproterozoica e durò dagli 850 a 635 milioni di anni fa, terminando 50 milioni di anni prima della comparsa del biota Ediacarano. È tuttora un interrogativo aperto se queste glaciazioni abbiano avuto un qualche effetto nella comparsa della vita complessa. In entrambi gli eventi infatti la vita è ripresa con rinnovato vigore e biodiversità al termine degli stessi. L'esplosione cambriana iniziò 582 milioni di anni fa, quando sono comparsi improvvisamente i fossili di tutti i rappresentanti degli animali noti. Non è ancora noto il motivo o la causa di questo evento, ma è possibile che sia stato generato da una o più "spinte evoluzionistiche".
Rapidi cambiamenti evoluzionistici sono associati anche a glaciazioni minori. La rapida evoluzione degli ominidi, che culminò con la comparsa dell'homo sapiens circa 200 000 anni fa, coincide con le glaciazioni del Quaternario che iniziarono circa 1,5 milioni di anni fa. Inoltre la rivoluzione agricola, durante la quale l'homo sapiens si impose tramite la scoperta della tecnologia, iniziò subito dopo il ritiro dei ghiacci circa 12000 anni fa.

### Microorganismi
La vita pluricellulare o complessa non include la maggior parte dei microorganismi. Per questo motivo l'ipotesi della rarità della Terra prevede che la vita a livello microscopico sia molto comune rispetto a quella complessa. Questa parte dell'ipotesi si basa sulla scoperta, avvenuta all'incirca negli anni '80, di organismi detti estremofili che sono in grado di sopravvivere a condizioni estreme, in ambienti eccessivamente caldi, freddi, bui, ad alta pressione, salati o acidi. Alcuni esempi di tali ambienti comprendono rocce situate a diversi chilometri sotto la superficie terrestre, sorgenti idrotermali sul fondo degli oceani e le profondità dei ghiacci antartici. Alcuni di questi organismi sono procarioti e possono ricavare energia da reazioni chimiche inorganiche e non necessitano di luce solare. Alcuni necessitano di ambienti con temperature di 80 °C e prosperano anche oltre i 100 °C. Queste condizioni potrebbero essere state presenti nella Terra primordiale.
Le prove di microorganismi unicellulari sono state trovate in rocce datate circa 3,5 miliardi di anni fa, quindi queste forme di vita primitive hanno impiegato molto tempo per evolversi, una volta che la superficie della Terra si raffreddò a sufficienza. Si pensa quindi che la vita microscopica possa emergere piuttosto velocemente in ambienti con caratteristiche più estese rispetto a quelli compatibili con la vita complessa. Quindi l'universo potrebbe essere abitato principalmente da questo tipo di forma di vita. L'ipotesi della rarità della Terra indica invece che è improbabile lo sviluppo di forme di vita di tipo (dal meno al più raro) Eukaryota, pluricellulare, animale, intelligente.

### Equazione della rarità della Terra
L'equazione della rarità della Terra è la risposta di Ward e Brownlee all'equazione di Drake e calcola il numero {\displaystyle N} di pianeti di tipo terrestre nella Via Lattea che sostengono forme di vita complesse.
{\displaystyle N=N^{*}\cdot n_{e}\cdot f_{g}\cdot f_{p}\cdot f_{pm}\cdot f_{i}\cdot f_{c}\cdot f_{l}\cdot f_{m}\cdot f_{j}\cdot f_{me}}.
Dove:
- N* è il numero delle stelle nella Via Lattea. Questo numero non è stimato accuratamente perché non è ben stimata la massa della Via Lattea. Si pensa che possa variare da 100 a 500 miliardi di stelle.
- {\displaystyle n_{e}} è il numero medio dei pianeti presenti nella zona abitabile di una stella. Questa zona è piuttosto ristretta, perché è limitata dal requisito che l'acqua sia presente in forma liquida per tutto il tempo necessario all'evoluzione delle forme di vita. Quindi probabilmente è pari al massimo a {\displaystyle n_{e}} = 1.

Si pensa che il prodotto di questi due fattori sia pari a {\displaystyle N^{*}\cdot n_{e}=5\cdot 10^{11}}. L'ipotesi della rarità della Terra può essere interpretata come l'affermazione che il prodotto di {\displaystyle N^{*}\cdot n_{e}} con tutti i fattori seguenti non è maggiore di 10−10, e probabilmente è dell'ordine di 10−12. In quest'ultimo caso l'equazione fornirebbe un valore di {\displaystyle N} molto basso, dimostrando che esistono pochissimi pianeti abitabili da forme di vita complesse. Ward e Brownlee non hanno effettivamente calcolato il valore di {\displaystyle N} perché il valore di molti fattori può essere solo ipotizzato e non può essere attualmente stimato. Queste difficoltà sorgono dal fatto che l'unico esempio di pianeta terrestre adatto alla vita è proprio la Terra, che orbita attorno ad una stella di classe G2 in una tranquilla periferia di una grande galassia spirale barrata. I fattori sono i seguenti:
- {\displaystyle f_{g}} frazione delle stelle totali che si trovano nella zona galattica abitabile (Ward, Brownlee e Gonzalez stimano un valore di 0,1[9])
- {\displaystyle f_{p}} frazione delle stelle totali nella Via Lattea che possiedono pianeti.
- {\displaystyle f_{pm}} frazione dei pianeti che sono rocciosi piuttosto che gassosi.
- {\displaystyle f_{i}} frazione dei pianeti abitabili dove si sviluppano forme di vita semplici come i microorganismi. Ward e Brownlee credono che il valore di questo coefficiente non sia piccolo.
- {\displaystyle f_{c}} frazione dei pianeti dove evolvono forme di vita complessa. Per l'80% del tempo trascorso dallo sviluppo di microorganismi sulla Terra, essi sono stati le uniche forme di vita esistenti. Quindi Ward e Brownlee pensano che questa frazione sia molto piccola.
- {\displaystyle f_{l}} frazione dell'intervallo totale di esistenza di un pianeta nel quale è presente la vita complessa. Questa frazione non può essere elevata perché le forme di vita complessa richiedono molto tempo per evolvere. La vita complessa non può perdurare indefinitamente, perché l'energia emessa dalla stella diminuisce gradualmente ed infine la stella potrebbe diventare una gigante rossa, distruggendo tutti i pianeti presenti nella zona abitabile. Inoltre, man mano che aumenta il periodo di tempo, aumenta la possibilità di un'estinzione catastrofica di tutta la vita complessa.
- {\displaystyle f_{m}} frazione dei pianeti abitabili con un grande satellite. Se è verificata la Teoria dell'impatto gigante allora questa frazione è piccola
- {\displaystyle f_{j}} frazione dei sistemi planetari dove sono presenti grandi pianeti gioviani. Il suo valore potrebbe essere elevato
- {\displaystyle f_{me}} frazione dei pianeti dove sono accadute poche estinzioni. Ward e Brownlee pensano che il basso numero di questi eventi che sono accaduti alla Terra dall'esplosione cambriana non è usuale, quindi il valore dovrebbe essere piccolo.

Un valore basso richiede nuovamente dei sistemi planetari stabili, con pianeti esterni orbitanti su orbite quasi circolari, nessuna perturbazione provocata da stelle vicine e nessun oggetto di tipo supernova o simile nelle vicinanze.

## Critiche
Le critiche principali a questa ipotesi si basano su varie argomentazioni:

### Pianeti esterni al sistema solare
La principale obiezione all'ipotesi si basa sul fatto che è stata teorizzata basandosi su una singola osservazione, ovvero la Terra e le sue forme di vita. Le strumentazioni scientifiche e le tecniche di ricerca non riescono ancora a rilevare la maggior parte dei pianeti extrasolari di dimensioni e massa simili alla Terra. I pianeti extrasolari attualmente scoperti sono nella maggior parte giganti gassosi, perché sono maggiormente rilevabili. Il 24 aprile 2007 gli astronomi hanno tuttavia annunciato la scoperta di un pianeta roccioso che si trova nella regione abitabile di una stella appartenente alla sequenza principale, Gliese 581 c. Tuttavia con le tecnologie attuali è molto difficile stabilire la composizione dell'atmosfera di un pianeta roccioso e quindi la sua abitabilità. Anche se l'ipotesi discute molte condizioni che sembrano favorevoli alla comparsa e allo sviluppo di vita in certe condizioni tipiche del nostro pianeta, la validità dell'ipotesi resta aperta fino a quando non siano stati trovati altri mondi simili alla Terra.

### Biologia evolutiva
L'ipotesi si basa sulla fondamentale asserzione che la vita complessa è rara perché può evolvere solo sulla superficie di un pianeta di tipo terrestre o su un satellite naturale adatto. Alcuni biologi come Jack Cohen pensano che questa affermazione sia troppo restrittiva. I pianeti di tipo terrestre potrebbero essere rari, ma in altri ambienti potrebbero comparire forme di vita complesse non a base di carbonio.

#### David Darling
Per Darling, quella della rarità della Terra non è una ipotesi e neppure una previsione, ma semplicemente una descrizione di come la vita è nata sulla Terra. Da questo punto di vista Ward e Brownlee non avrebbero fatto altro che selezionare i fattori maggiormente favorevoli alla loro teoria.

### Prove controverse
A volte la teoria si basa su prove controverse. Ad esempio, sebbene l'origine della Luna tramite la Teoria dell'impatto gigante abbia un buon supporto, questa non è accettata universalmente. Oppure la metallicità delle stelle potrebbe non essere un requisito fondamentale: la stella Tau Ceti ha una metallicità che varia tra il 22% e il 70% rispetto a quella del Sole, ma possiede più di 10 volte il materiale cometario e asteroidale disponibile nel sistema solare. Per questo motivo è probabile che Tau Ceti abbia dei pianeti di tipo terrestre. Inoltre sono presenti critiche anche alla teoria della Terra a palla di neve.

### Mancanza di prove forti
L'ipotesi considera l'improbabilità di situazioni che non hanno prove forti. Considerando le dimensioni dell'universo, il periodo estremamente lungo degli eventi astronomici e le varie circostanze favorevoli alla vita, potrebbero essere presenti un numero maggiore di pianeti di tipo terrestre rispetto al numero molto basso previsto dall'ipotesi.

### Alterazione dell'ambiente
L'ipotesi ignora che la vita intelligente possa alterare il proprio ambiente. Una specie che viaggia nello spazio potrebbe, in tempi molto lunghi, colonizzare e trasformare gradualmente molti pianeti inizialmente inadatti alla vita (un processo analogo alla terraformazione) o disseminare forme di vita altamente adattabili in tutti gli ambienti in grado di sostenerle.